# 北海爵士音乐节

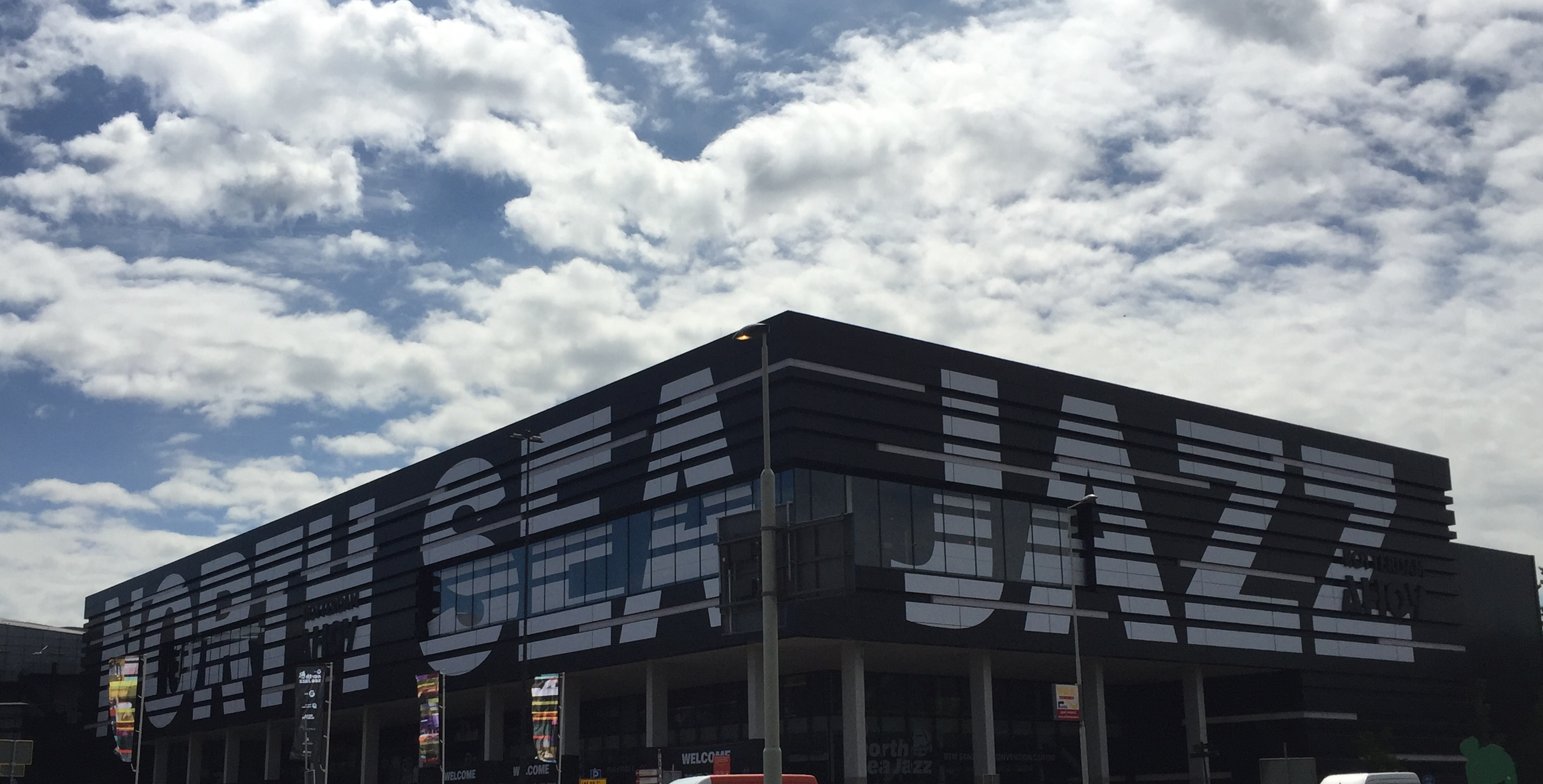
北海爵士音乐节

北海爵士音乐节是目前欧洲最大型的爵士音乐节之一，每年7月第二个周末于荷兰举行。

## 历史
1976年由爵士爱好者Paul Acket创办，举行于荷兰海牙会议中心(Netherlands Congress Center The Hague)。首届规模为6个演出场地，共计30小时的音乐演出，300场表演和约9000名听众。演出的爵士音乐家包括了莎拉·沃恩，贝西伯爵，迪齐·吉莱斯皮，斯坦·盖茨，以及荷兰几乎所有的前卫艺人。现在规模发展至15个演出场地，1200名爵士音乐家，每年70000左右听众。2006年由海牙迁至鹿特丹Ahoy。

从2000年开始，姐妹音乐节-北海开普敦爵士音乐节于每年3，4月在南非开普敦举办。

## 音乐风格
北海爵士音乐节的音乐风格多样，包括了新奥尔良(New Orleans jazz)，摇摆乐(swing)，毕波普(bop)，自由爵士(free jazz)，融合爵士(fusion)，前卫爵士(avant garde jazz)，电子爵士(elctronic jazz)，布鲁斯(blues)，福音音乐(gospel)，放客(funk)，灵魂乐(soul)，嘻哈(hiphop)，节奏布鲁斯(rhythm and blues)，世界风(world music)以及拉丁音乐(latin)等。

## 爵士音乐家
在北海爵士音乐节演出过的知名及不知名的爵士音乐家以及乐团不计其数。列举其中以小部分：Nat Adderley，Erykah Badu，The Brecker Brothers，邁爾士·戴維斯，伊布拉印·飛列，艾拉·費茲潔拉，萊諾·漢普頓，艾爾·賈諾，B·B·金，溫頓·馬沙利斯，Bugge Wesseltoft，John Zorn，Joe Zawinul。

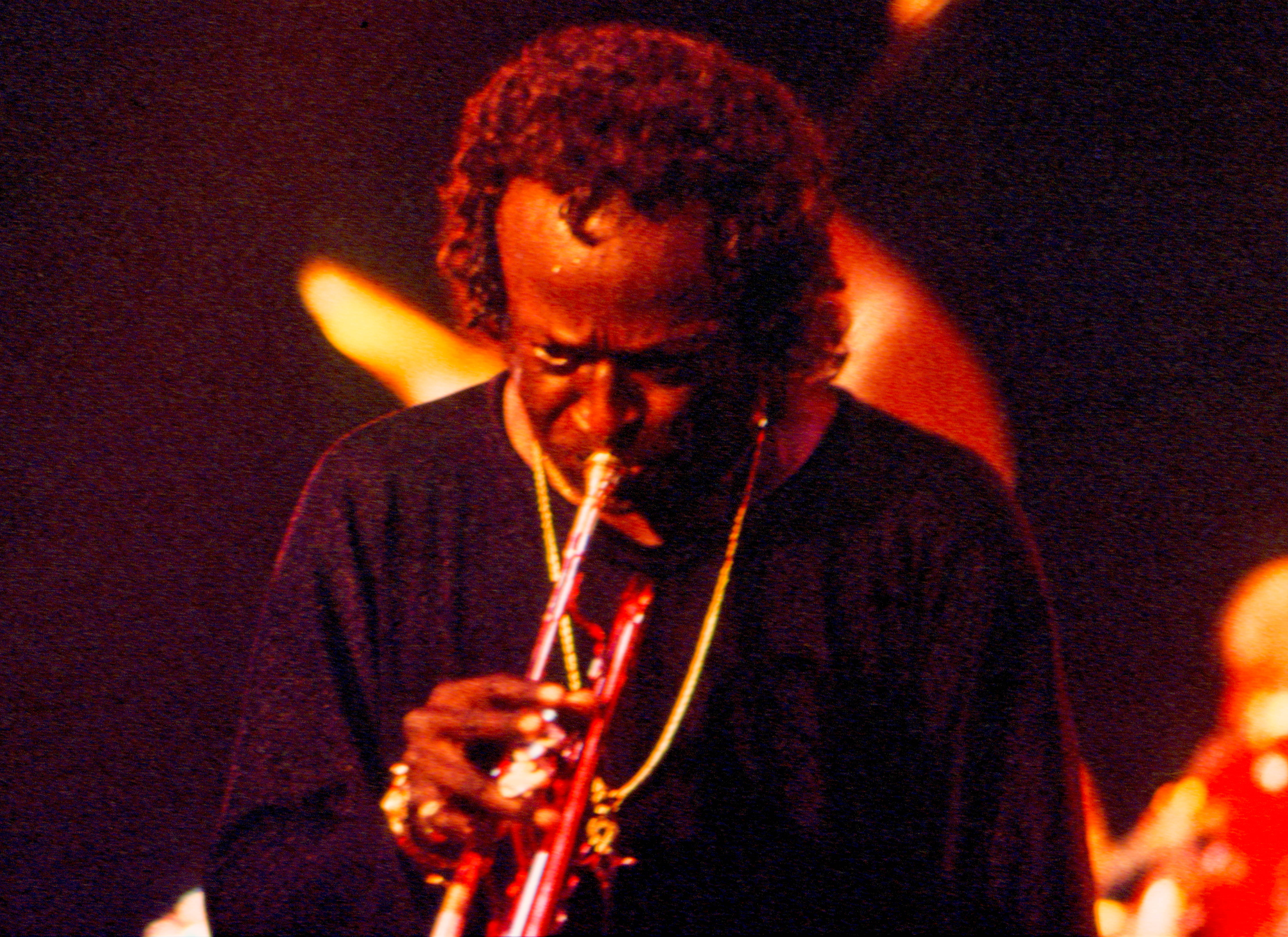
邁爾士·戴維斯 (1985)
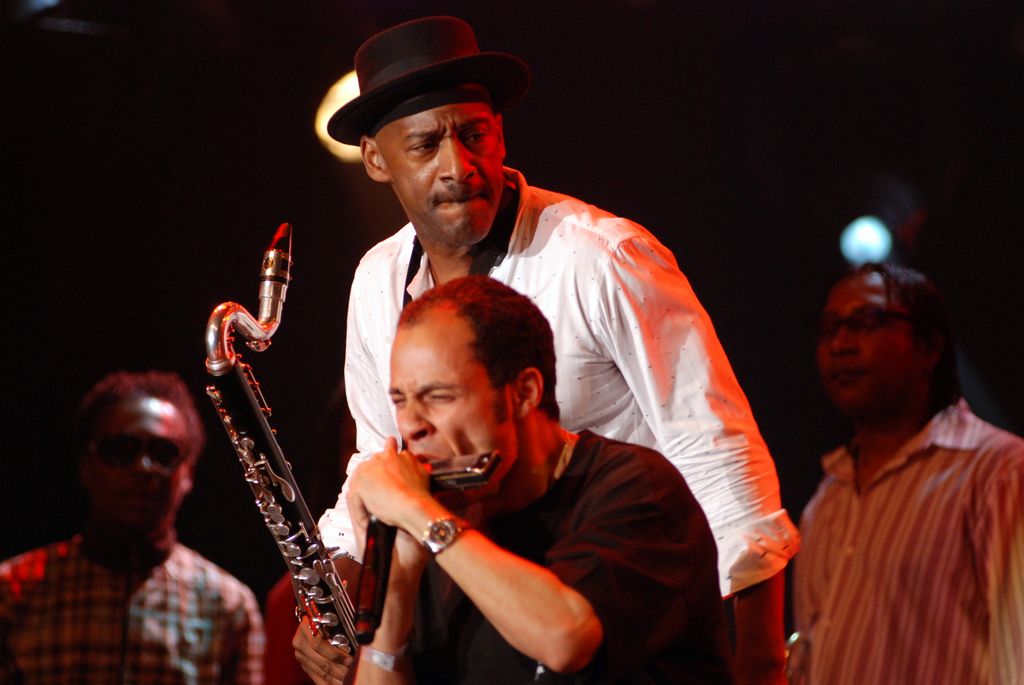
馬克思·米勒 (2007)
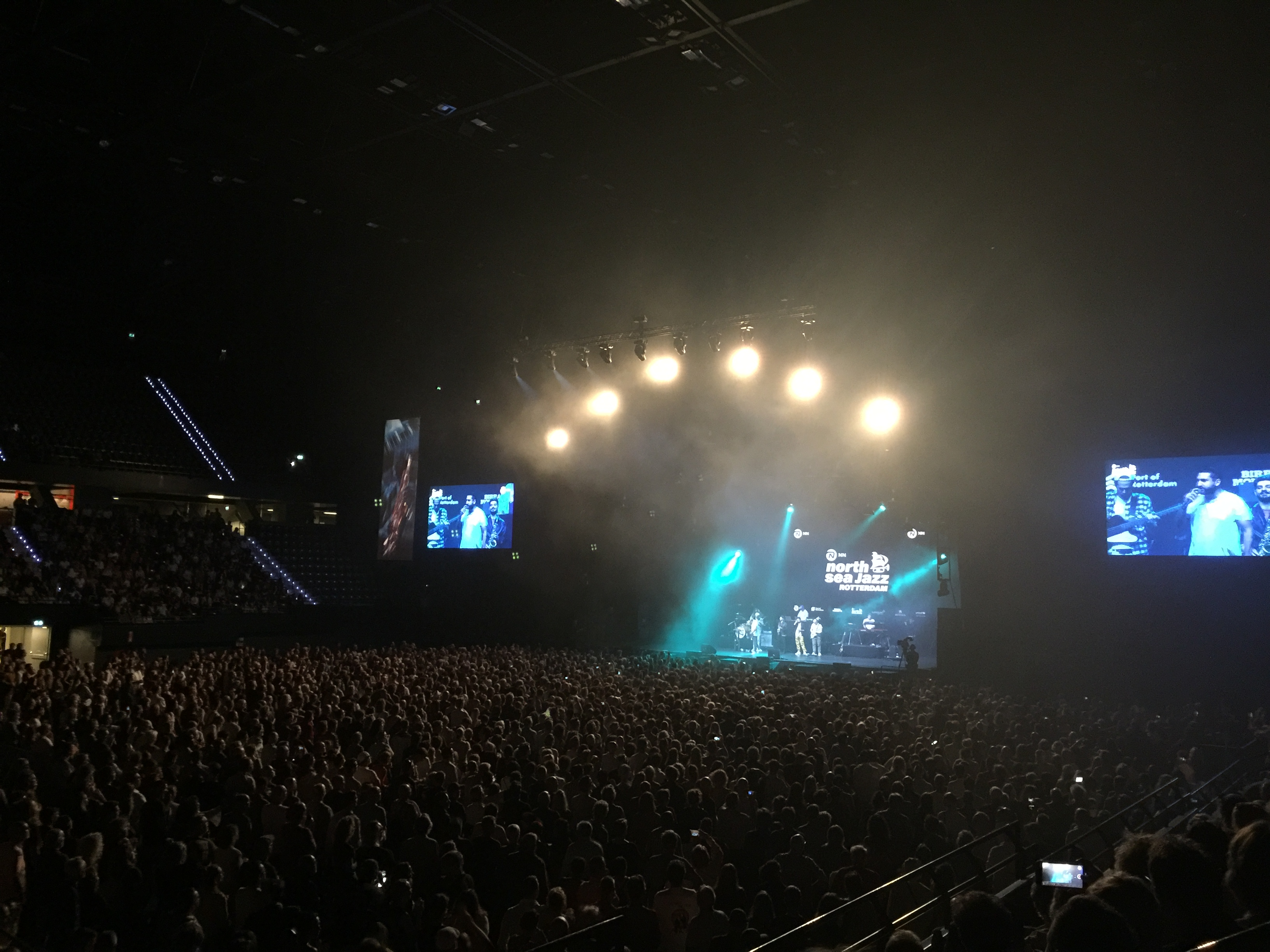
北海爵士音乐节 2022